# Malta en el Festival de la Canción de Eurovisión 2022
Malta participó en el LXVI Festival de la Canción de Eurovisión, que se celebró en Turín, Italia del 10 al 14 de mayo de 2022, tras la victoria de Måneskin con la canción «Zitti e buoni». La Public Broadcasting Services Limited, radiodifusora encargada de la participación maltesa dentro del festival, decidió regresar a su formato de selección tradicional, organizando el «Malta Eurovision Song Contest» para elegir al representante maltés en Eurovisión. El festival fue celebrado entre el 17 y el 19 de febrero de 2022, dando como ganadora a Emma Muscat con la balada pop «Out Of Sight», compuesta por ella misma junto a Antonio Caputo, Gabriel Rossi, Lorenzo Santarelli y Marco Salvaderi.
Sin embargo, tras varios rumores, la PBS confirmó posteriormente que la delegación seleccionaría una nueva canción para Muscat. Finalmente, el día 14 de marzo de 2022, se presentó la canción de «I Am What I Am» compuesta por Dino Medanhodžić, Emma Muscat, Julie Aagaard y Stine Kinck.
Pasando completamente desapercibida por las casas de apuestas, en el concurso Malta compitió en la segunda semifinal, siendo eliminada tras obtener la 16.ª posición con un total de 47 puntos.

## Historia de Malta en el Festival
Malta debutó en el festival de 1971, participando desde entonces en 33 ocasiones. El mejor resultado de Malta es el 2.° lugar obtenido por Ira Losco con la canción «7th wonder» en 2002 y por Chiara con la balada «Angel» en 2005. Previamente Malta había alcanzado la 3.ª posición en 2 ocasiones: en 1992 con Mary Spiteri y la canción «Little Child», y la segunda ocasión en 1998 con Chiara y el tema «The one that I loved». Malta se ha clasificado en 14 ocasiones dentro de los 10 mejores del concurso, si bien en los últimos años ha obtenido resultados regulares, incluyendo 7 eliminaciones en semifinales desde 2004.
En 2021, la artista seleccionada internamente Destiny Chukunyere, terminó en 7° lugar con 255 puntos en la gran final, con el tema «Je Me Casse».

## Representante para Eurovisión

### Malta Eurovision Song Contest 2022
Malta confirmó su participación en el Festival de Eurovisión 2022 en verano de 2021, anunciando la organización de una nueva final nacional como método de selección para el participante maltés en Eurovisión, tras tres años utilizando el programa de concursos X Factor. La PBS abrió un periodo de recepción de las canciones entre el 15 de octubre y el 15 de diciembre. El 29 de diciembre de 2021 se anunciaron a los 22 concursantes del Malta Eurovision Song Contest junto al nombre de sus canciones. Las canciones fueron presentadas de manera íntegra en YouTube el 19 de enero de 2022.
La competencia consistó en dos fases presentadas en tres galas: en la semifinal se presentaron los 22 participantes con sus respectivas canciones. En la segunda gala, los 22 concursantes hicieron covers de canciones maltesas de la historia de Eurovisión para homejear a los artistas malteses participantes en el festival. En esta gala se revelaron los 16 finalistas seleccionados por votación 6/7 del jurado profesional y 1/7 del televoto. Posteriormente al anuncio de los finalistas, se volvió a abrir el televoto entre los 6 eliminados para seleccionar al finalista 17. 
La tercera y última gala fue la final que tuvo una sola fase de votación: Los 17 participantes se sometieron a una votación a 6/7 del jurado profesional y 1/7 del televoto. El panel de jurados fue compuesto por 6 miembros, cada uno votando por separado con un sistema similar al usado en Eurovisión: 12, 10, 8, 7, 6, 4, 3, 2 y 1 punto. Esto dio un total de 58 puntos que repartió cada jurado. El público también repartió los mismos 58 puntos, haciéndolo con base en el porcentaje de votos recibidos respecto al total. Al final de la votación, el mayor votado sumando todas las puntuaciones se declaraba ganador del festival y representante de Malta en Eurovisión. 

#### Candidaturas
| Artista(s)             | Canción (Traducción)                                | Idioma         | Compositor(es)                                                                  |
| ---------------------- | --------------------------------------------------- | -------------- | ------------------------------------------------------------------------------- |
| Aidan                  | «Ritmu» (Ritmo)                                     | Maltés         | Aidan Cassar, Boban Apostolov                                                   |
| Baklava junto a Nicole | «Electric Indigo» (Indigo eléctrico)                | Inglés         | Philip Vella, Gerard James Borg                                                 |
| Denise                 | «Boy» (Chico)                                       | Inglés         | Aidan Cassar                                                                    |
| Derrick Schembri       | «II» (II)                                           | Maltés         | Cyprian Cassar, Emil Calleja Bayliss                                            |
| Emma Muscat            | «Out of Sight» (Fuera de vista)                     | Inglés         | Antonio Caputo, Emma Muscat, Gabriel Rossi, Lorenzo Santarelli, Marco Salvaderi |
| Enya Magri             | «Shame» (Vergüenza)                                 | Inglés         | Cyprian Cassar, Jodie Magri                                                     |
| Francesca Sciberras    | «Rise» (Ascender)                                   | Inglés         | Mark Scicluna, Etienne Micallef                                                 |
| Giada                  | «Revelación» (Revelación)                           | Inglés         | Aidan Cassar                                                                    |
| Janice Mangion         | «Army» (Ejército)                                   | Inglés, Maltés | Cyprian Cassar, Mark Scicluna, Emil Calleja Bayliss                             |
| Jessica Grech          | «Aphrodisiac» (Afrodisiaco)                         | Inglés         | Philip Vella, Gerard James Borg                                                 |
| Jessika                | «Kaleidoscope» (Caleidoscopio)                      | Inglés         | Philip Vella, Gerard James Borg                                                 |
| Malcolm Pisani         | «We Came for Love» (Venimos por amor)               | Inglés         | Gaspare Incatasciato, Matthew Mercieca                                          |
| Mark Anthony Bartolo   | «Serenity» (Serenidad)                              | Inglés         | Mark Anthony Bartolo                                                            |
| Matt Blxck             | «Come Around» (Venir)                               | Inglés         | Matt Blxck, David Grech                                                         |
| Miriana Conte          | «Look What You've Done Now» (Mira lo que has hecho) | Inglés         | Cyprian Cassar, Matthew Mercieca                                                |
| Nicole Azzopardi       | «Into the Fire» (En el fuego)                       | Inglés         | Peter Boström, Per Jonsson, Marika Lindė, Dimitri Stassos, Nektarios Tyrakis    |
| Nicole Hammett         | «A Lover's Heart» (El corazón de un amante)         | Inglés, Maltés | Cyprian Cassar, Joe Julian Farrugia                                             |
| Norbert                | «How Special You Are» (Que tan especial eres)       | Inglés         | Shaun Farrugia, Norbert Bondin, Peter Borg                                      |
| Rachel Lowell          | «White Doves» (Palomas blancas)                     | Inglés         | Ylva Persson, Linda Persson, Peter Frodin, Emil Calleja Bayliss                 |
| Raquel                 | «Over You» (Sobre ti)                               | Inglés         | Aidan Cassar                                                                    |
| Richard Edwards        | «Hey Little» (Oye pequeño)                          | Inglés         | Richard Micallef                                                                |
| Sarah Bonnici          | «Heaven» (Cielo)                                    | Inglés         | Aidan Cassar                                                                    |

#### Semifinal
La semifinal tuvo lugar en el Centro de Ferias y Convenciones de Malta en Ta' Qali el 17 de febrero de 2022 siendo presentado por Stephanie Spiteri, Quinton Scerri, Ron Briffa, Josmar y Ryan Borg. Las 22 canciones compitieron por 17 pases a la final por medio de una única ronda de votación a 6/7 jurado y 1/7 del televoto, siendo seleccionadas para las finales las 16 canciones mejor puntuadas. De entre las 6 restantes, un nuevo televoto repescó 1 canción más para avanzar a las final.
| N.º | Artista                | Canción                     | Resultado |
| --- | ---------------------- | --------------------------- | --------- |
| 1   | Aidan                  | «Ritmu»                     | Finalista |
| 2   | Janice Mangion         | «Army»                      | Finalista |
| 3   | Nicole Hammett         | «A Lover's Heart»           | Finalista |
| 4   | Sarah Bonnici          | «Heaven»                    | Finalista |
| 5   | Mark Anthony Bartolo   | «Serenity»                  | Finalista |
| 6   | Denise                 | «Boy»                       | Finalista |
| 7   | Richard Edwards        | «Hey Little»                | Finalista |
| 8   | Francesca Sciberras    | «Rise»                      | Eliminada |
| 9   | Miriana Conte          | «Look What You've Done Now» | Finalista |
| 10  | Giada                  | «Revelación»                | Finalista |
| 11  | Baklava junto a Nicole | «Electric Indigo»           | Finalista |
| 12  | Derrick Schembri       | «II»                        | Eliminado |
| 13  | Norbert                | «How Special You Are»       | Finalista |
| 14  | Raquel                 | «Over You»                  | Finalista |
| 15  | Jessica Grech          | «Aphrodisiac»               | Eliminada |
| 16  | Matt Blxck             | «Come Around»               | Finalista |
| 17  | Rachel Lowell          | «White Doves»               | Eliminada |
| 18  | Nicole Azzopardi       | «Into the Fire»             | Finalista |
| 19  | Emma Muscat            | «Out of Sight»              | Finalista |
| 20  | Malcolm Pisani         | «We Came for Love»          | Eliminado |
| 21  | Enya Magri             | «Shame»                     | Finalista |
| 22  | Jessika                | «Kaleidoscope»              | Wildcard  |

#### Gala Especial
Una gala especial tuvo lugar en el Centro de Ferias y Convenciones de Malta en Ta' Qali el 18 de febrero de 2022 siendo presentado por Ron Briffa, Josmar y Ryan Borg. La gala conmemoró los 50 años desde la primera participación de la isla en el festival de Eurovisión haciendo una serie de covers de algunas de las canciones más destacadas que representaron a Malta en la historia del concurso, haciendo números con los artistas participantes del concurso junto a los artistas originales de las canciones como invitados.
| N.º | Artista Participante                           | Artista Invitado            | Canción                                         | Año                                                               |
| --- | ---------------------------------------------- | --------------------------- | ----------------------------------------------- | ----------------------------------------------------------------- |
| 1   | Aidan & Malcolm Pisani                         | Joe Grech                   | «Marija l-Maltija»                              | 1971                                                              |
| 2   | Baklava, Nicole Vella & Nicole Hammett         | Olivia Lewis                | «Vertigo»                                       | 2007                                                              |
| 3   | Malcolm Pisani & Matt Blxck                    | Glen Vella                  | «One Life»                                      | 2011                                                              |
| 4   | Derrick Schembri, Emma Muscat & Miriana Conte  | Kurt Calleja                | «This Is the Night»                             | 2012                                                              |
| 5   | Aidan, Richard Edwards, Janice Mangion & Giada | Paul Giordimaina & Georgina | «Could It Be»                                   | 1991                                                              |
| 6   | Francesca Sciberras & Nicole Azzopardi         | Miriam Christine            | «In a Woman's Heart»                            | 1996                                                              |
| 7   | Derrick Schembri & Norbert                     | Mike Spiteri                | «Keep Me in Mind»                               | 1995                                                              |
| 8   | Mark Anthony Bartolo & Sarah Bonnici           | Helen & Joseph              | «L-imħabba»                                     | 1972                                                              |
| 9   | Enya Magri & Jessika                           | Thea Garrett                | «My Dream»                                      | 2010                                                              |
| 10  | Enya Magri & Nicole Hammett                    | Amber                       | «Warrior»                                       | 2015                                                              |
| 11  | Jessika & Nicole Azzopardi                     | Morena                      | «Vodka»                                         | 2008                                                              |
| 12  | Denise & Rachel Lowell                         | Ira Losco                   | «7th Wonder» / «Walk on Water»                  | 2002 ("7th Wonder"), 2016 ("Walk on Water")                       |
| 13  | Renato                                         | Renato                      | «Singing This Song»                             | 1975                                                              |
| 14  | Giada & Raquel                                 | Michela Pace                | «Chameleon»                                     | 2019                                                              |
| 15  | Mark Anthony Bartolo & Matt Blxck              | Gianluca Bezzina            | «Tomorrow»                                      | 2013                                                              |
| 16  | Denise & Raquel                                | Chiara                      | «The One That I Love» / «Angel» / «What If We?» | 1998 ("The One That I Love"), 2005 ("Angel"), 2009 ("What If We") |
| 17  | Francesca Sciberras & Jessica Grech            | Lynn Chircop                | «To Dream Again»                                | 2003                                                              |
| 18  | Nicole Hammett & Sarah Bonnici                 | Julie & Ludwig              | «On Again... Off Again»                         | 2004                                                              |
| 19  | Emma Muscat & Francesca Sciberras              | Claudia Faniello            | «Breathlessly»                                  | 2017                                                              |
| 20  | Baklava, Nicole & Jessica Grech                | Debbie Scerri               | «Let Me Fly»                                    | 1997                                                              |
| 21  | Janice Mangion                                 | Mary Spiteri                | «Little Child»                                  | 1992                                                              |

#### Final
La final tuvo lugar en el Centro de Ferias y Convenciones de Malta en Ta' Qali el 19 de febrero de 2022 siendo presentado por Stephanie Spiteri, Quinton Scerri, Ron Briffa, Josmar y Ryan Borg. Participaron los 17 temas ganadores de la semifinal. Tras las votaciones, fue declarada ganadora Emma Muscat con la balada pop «Out of Sight», tras obtener la puntuación perfecta por el jurado y ser la primera opción por el televoto.
| N.º | Artista                | Canción                     | Jurado | Televoto | Lugar | Total |
| --- | ---------------------- | --------------------------- | ------ | -------- | ----- | ----- |
| 1   | Baklava junto a Nicole | «Electric Indigo»           | 6      | 1        | 15    | 7     |
| 2   | Norbert                | «How Special You Are»       | 30     | 4        | 4     | 34    |
| 3   | Matt Blxck             | «Come Around»               | 15     | 3        | 7     | 18    |
| 4   | Giada                  | «Revelación»                | 7      | 1        | 13    | 8     |
| 5   | Jessika                | «Kaleidoscope»              | 0      | 1        | 17    | 1     |
| 6   | Raquel                 | «Over You»                  | 8      | 0        | 13    | 8     |
| 7   | Nicole Hammett         | «A Lover's Heart»           | 15     | 1        | 8     | 16    |
| 8   | Miriana Conte          | «Look What You've Done Now» | 27     | 1        | 6     | 28    |
| 9   | Nicole Azzopardi       | «Into the Fire»             | 31     | 5        | 3     | 36    |
| 10  | Sarah Bonnici          | «Heaven»                    | 9      | 1        | 12    | 10    |
| 11  | Enya Magri             | «Shame»                     | 12     | 3        | 9     | 15    |
| 12  | Denise                 | «Boy»                       | 28     | 3        | 5     | 31    |
| 13  | Emma Muscat            | «Out of Sight»              | 72     | 20       | 1     | 92    |
| 14  | Janice Mangion         | «Army»                      | 6      | 1        | 15    | 7     |
| 15  | Mark Anthony Bartolo   | «Serenity»                  | 10     | 1        | 11    | 11    |
| 16  | Aidan                  | «Ritmu»                     | 60     | 12       | 2     | 72    |
| 17  | Richard Edwards        | «Hey Little»                | 12     | 1        | 10    | 13    |

### Selección Interna de Canción
Después de la victoria de Emma Muscat, rumores comenzaron circular sobre un posible cambio de canción para la cantante de cara al concurso de Eurovisión. El 16 de marzo de 2022, el productor Anders Fredslund confirmó en una entrevista en la DR que la PBS Malta un día después comenzó a buscar una nueva canción para Emma Muscat. Fredslund explicó que un día después de la final del MESC 2022, recibió un mensaje en el que afirmaban que la PBS había seleccionado una ganadora pero que la cadena estaba buscando canciones con mayor potencial para participar en el concurso. La compañía de música The Arrangement envió varias canciones, de las cuales se grabaron dos temas seleccionados como demos para finalmente elegir el tema «I Am What I Am». De acuerdo a Fredslund, la canción había sido compuesta en 2021 para el Melodifestivalen de 2022, sin embargo fue rechazada para concursar dentro de la preselección.

## En Eurovisión
De acuerdo a las reglas del festival, todos los concursantes iniciaron desde las semifinales, a excepción del anfitrión (en este caso, Italia) y el Big Five compuesto por Alemania, España, Francia, la misma Italia y Reino Unido. En el sorteo realizado el 25 de enero de 2022, Malta fue sorteada en la segunda semifinal del festival. En este mismo sorteo, se determinó que participaría en la primera mitad de la semifinal (posiciones 1-9). Semanas después, ya conocidos los artistas y sus respectivas canciones participantes, la producción del programa dio a conocer el orden de actuación, determinando que el país participaría en la sexta posición, precedida por Georgia y seguida de San Marino.
Por quinta ocasión consecutiva, Malta no contó con comentaristas para el concurso. El portavoz de la votación del jurado profesional maltés fue el cantante y concursante del MESC 2022, Aidan Cassar.

### Semifinal 2

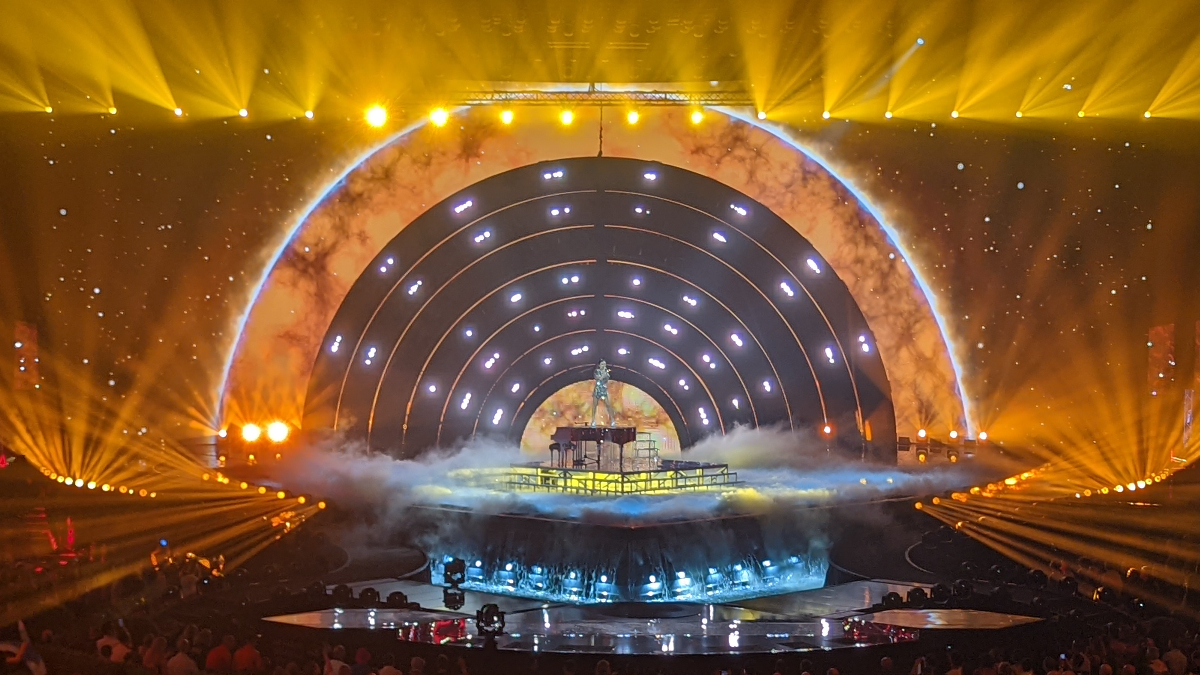
Emma Muscat durante la segunda semifinal.

Emma Muscat tomó parte de los ensayos los días 2 y 5 de mayo así como de los ensayos generales con vestuario de la segunda semifinal los días 11 y 12 de mayo. El ensayo general de la tarde del 11 fue tomado en cuenta por los jurados profesionales para emitir sus votos, que representaron el 50% de los puntos. Malta se presentó en la posición 6, detrás de San Marino y por delante de Georgia.
La actuación maltesa tuvo a Emma actuando junto a cuatro bailarines. Emma inició la presentación tocando un piano sobre una plataforma mientras la iluminación del escenario utilizó luces en colores dorados. En el segundo estribillo Emma se trasladó a la pastilla central donde se le unieron los bailarines para realizar una coreografía. En el fondo LED se utilizó la imagen de un sol que terminó oculto por el arco del escenario.
Al final del show, Malta no fue anunciada como uno de los países clasificados para la gran final. Los resultados revelados una vez terminado el festival, posicionaron a Malta en 16° lugar de la semifinal con un total de 47 puntos, habiendo obtenido la 15.ª posición del público con 20 puntos y obteniendo el 12° lugar del jurado profesional con 27 puntos. Esto significó la cuarta ocasión en los últimos seis años que el país insular queda eliminado, con el añadido que Emma Muscat se convirtió en la primera maltesa que en la votación del jurado no se coloca en el Top 10 de su semifinal.

### Votación

#### Puntuación a Malta

##### Semifinal 2
| Jurado    | Jurado    | Jurado                                                 | Jurado                      | Jurado                                             |
| 12 puntos | 10 puntos | 8 puntos                                               | 7 puntos                    | 6 puntos                                           |
| --------- | --------- | ------------------------------------------------------ | --------------------------- | -------------------------------------------------- |
|           |           |                                                        | - Suecia                    | - Irlanda - Macedonia del Norte                    |
| 5 puntos  | 4 puntos  | 3 puntos                                               | 2 puntos                    | 1 punto                                            |
|           |           |                                                        | - Azerbaiyán - Israel       | - Estonia - Georgia - República Checa - San Marino |
| Televoto  |           |                                                        |                             |                                                    |
| 12 puntos | 10 puntos | 8 puntos                                               | 7 puntos                    | 6 puntos                                           |
|           |           |                                                        |                             |                                                    |
| 5 puntos  | 4 puntos  | 3 puntos                                               | 2 puntos                    | 1 punto                                            |
|           |           | - Azerbaiyán - Estonia - Irlanda - Macedonia del Norte | - Bélgica - Serbia - Suecia | - Chipre - Montenegro                              |

| Puntos    | Jurado              | Televoto        |
| --------- | ------------------- | --------------- |
| 12 puntos | Suecia              | Serbia          |
| 10 puntos | Australia           | Suecia          |
| 8 puntos  | Estonia             | San Marino      |
| 7 puntos  | República Checa     | Australia       |
| 6 puntos  | Polonia             | Finlandia       |
| 5 puntos  | Macedonia del Norte | Rumania         |
| 4 puntos  | Azerbaiyán          | Polonia         |
| 3 puntos  | Finlandia           | Irlanda         |
| 2 puntos  | Israel              | República Checa |
| 1 punto   | Georgia             | Chipre          |

| Puntos    | Jurado          | Televoto    |
| --------- | --------------- | ----------- |
| 12 puntos | España          | Reino Unido |
| 10 puntos | Suecia          | Italia      |
| 8 puntos  | Reino Unido     | Ucrania     |
| 7 puntos  | Italia          | España      |
| 6 puntos  | Australia       | Serbia      |
| 5 puntos  | Estonia         | Suecia      |
| 4 puntos  | Polonia         | Noruega     |
| 3 puntos  | República Checa | Rumania     |
| 2 puntos  | Azerbaiyán      | Polonia     |
| 1 punto   | Grecia          | Finlandia   |

##### Desglose
El jurado maltés estuvo compuesto por:
- Antoine Faure
- Claudia Faniello
- Daniel D’Anastasi
- Gaia Cauchi
- Maria Abdilla

| Semifinal 2 | Semifinal 2         | Semifinal 2                | Semifinal 2                | Semifinal 2                | Semifinal 2                | Semifinal 2                | Semifinal 2                | Semifinal 2                | Semifinal 2                | Semifinal 2                |
| N.º         | País                | Jurado                     | Jurado                     | Jurado                     | Jurado                     | Jurado                     | Jurado                     | Jurado                     | Televoto                   | Televoto                   |
| N.º         | País                | Jurado A                   | Jurado B                   | Jurado C                   | Jurado D                   | Jurado E                   | Ranking                    | Puntos                     | Ranking                    | Puntos                     |
| ----------- | ------------------- | -------------------------- | -------------------------- | -------------------------- | -------------------------- | -------------------------- | -------------------------- | -------------------------- | -------------------------- | -------------------------- |
| 01          | Finlandia           | 14                         | 8                          | 14                         | 4                          | 11                         | 8                          | 3                          | 5                          | 6                          |
| 02          | Israel              | 10                         | 5                          | 11                         | 10                         | 12                         | 9                          | 2                          | 14                         |                            |
| 03          | Serbia              | 17                         | 11                         | 12                         | 15                         | 4                          | 11                         |                            | 1                          | 12                         |
| 04          | Azerbaiyán          | 2                          | 15                         | 8                          | 12                         | 13                         | 7                          | 4                          | 15                         |                            |
| 05          | Georgia             | 15                         | 7                          | 13                         | 9                          | 8                          | 10                         | 1                          | 16                         |                            |
| 06          | Malta               | -------------------------- | -------------------------- | -------------------------- | -------------------------- | -------------------------- | -------------------------- | -------------------------- | -------------------------- | -------------------------- |
| 07          | San Marino          | 12                         | 16                         | 10                         | 14                         | 16                         | 17                         |                            | 3                          | 8                          |
| 08          | Australia           | 3                          | 6                          | 2                          | 1                          | 2                          | 2                          | 10                         | 4                          | 7                          |
| 09          | Chipre              | 8                          | 17                         | 9                          | 13                         | 17                         | 15                         |                            | 10                         | 1                          |
| 10          | Irlanda             | 9                          | 9                          | 17                         | 17                         | 14                         | 16                         |                            | 8                          | 3                          |
| 11          | Macedonia del Norte | 13                         | 12                         | 5                          | 7                          | 5                          | 6                          | 5                          | 13                         |                            |
| 12          | Estonia             | 5                          | 4                          | 3                          | 6                          | 3                          | 3                          | 8                          | 11                         |                            |
| 13          | Rumania             | 11                         | 13                         | 7                          | 11                         | 10                         | 12                         |                            | 6                          | 5                          |
| 14          | Polonia             | 7                          | 2                          | 6                          | 5                          | 6                          | 5                          | 6                          | 7                          | 4                          |
| 15          | Montenegro          | 16                         | 10                         | 15                         | 8                          | 7                          | 13                         |                            | 17                         |                            |
| 16          | Bélgica             | 4                          | 14                         | 16                         | 16                         | 15                         | 14                         |                            | 12                         |                            |
| 17          | Suecia              | 1                          | 1                          | 1                          | 2                          | 1                          | 1                          | 12                         | 2                          | 10                         |
| 18          | República Checa     | 6                          | 3                          | 4                          | 3                          | 9                          | 4                          | 7                          | 9                          | 2                          |

| Final | Final           | Final    | Final    | Final    | Final    | Final    | Final   | Final  | Final    | Final    |
| N.º   | País            | Jurado   | Jurado   | Jurado   | Jurado   | Jurado   | Jurado  | Jurado | Televoto | Televoto |
| N.º   | País            | Jurado A | Jurado B | Jurado C | Jurado D | Jurado E | Ranking | Puntos | Ranking  | Puntos   |
| ----- | --------------- | -------- | -------- | -------- | -------- | -------- | ------- | ------ | -------- | -------- |
| 01    | República Checa | 9        | 10       | 7        | 9        | 8        | 8       | 3      | 20       |          |
| 02    | Rumania         | 22       | 17       | 8        | 11       | 9        | 11      |        | 8        | 3        |
| 03    | Portugal        | 10       | 19       | 14       | 12       | 20       | 16      |        | 17       |          |
| 04    | Finlandia       | 13       | 11       | 21       | 10       | 15       | 15      |        | 10       | 1        |
| 05    | Suiza           | 12       | 9        | 17       | 22       | 12       | 14      |        | 23       |          |
| 06    | Francia         | 25       | 22       | 23       | 19       | 25       | 25      |        | 21       |          |
| 07    | Noruega         | 20       | 24       | 18       | 15       | 22       | 22      |        | 7        | 4        |
| 08    | Armenia         | 19       | 13       | 13       | 20       | 24       | 20      |        | 22       |          |
| 09    | Italia          | 4        | 2        | 3        | 8        | 6        | 4       | 7      | 2        | 10       |
| 10    | España          | 3        | 5        | 2        | 1        | 1        | 1       | 12     | 4        | 7        |
| 11    | Países Bajos    | 23       | 18       | 9        | 13       | 21       | 17      |        | 16       |          |
| 12    | Ucrania         | 21       | 16       | 20       | 5        | 23       | 13      |        | 3        | 8        |
| 13    | Alemania        | 16       | 21       | 24       | 21       | 19       | 24      |        | 19       |          |
| 14    | Lituania        | 14       | 12       | 16       | 18       | 14       | 18      |        | 15       |          |
| 15    | Azerbaiyán      | 11       | 15       | 15       | 14       | 3        | 9       | 2      | 24       |          |
| 16    | Bélgica         | 18       | 14       | 25       | 24       | 11       | 19      |        | 18       |          |
| 17    | Grecia          | 8        | 7        | 12       | 16       | 17       | 10      | 1      | 14       |          |
| 18    | Islandia        | 24       | 25       | 11       | 23       | 18       | 21      |        | 25       |          |
| 19    | Moldavia        | 17       | 23       | 22       | 25       | 16       | 23      |        | 11       |          |
| 20    | Suecia          | 2        | 3        | 1        | 4        | 2        | 2       | 10     | 6        | 5        |
| 21    | Australia       | 6        | 6        | 6        | 2        | 5        | 5       | 6      | 12       |          |
| 22    | Reino Unido     | 1        | 1        | 4        | 3        | 4        | 3       | 8      | 1        | 12       |
| 23    | Polonia         | 15       | 4        | 10       | 6        | 10       | 7       | 4      | 9        | 2        |
| 24    | Serbia          | 5        | 20       | 19       | 17       | 13       | 12      |        | 5        | 6        |
| 25    | Estonia         | 7        | 8        | 5        | 7        | 7        | 6       | 5      | 13       |          |